# اولوون (اوت-گارون)
اولوون (به فرانسوی: Aulon) یک کمون در فرانسه است که در canton of Aurignac واقع شده‌است. اولوون ۱۴٫۹۰ کیلومتر مربع مساحت دارد ۳۱۰ متر بالاتر از سطح دریا واقع شده‌است.